# Mittnabotåget
 (mars 2014).
Si vous disposez d'ouvrages ou d'articles de référence ou si vous connaissez des sites web de qualité traitant du thème abordé ici, merci de compléter l'article en donnant les références utiles à sa vérifiabilité et en les liant à la section « Notes et références ».

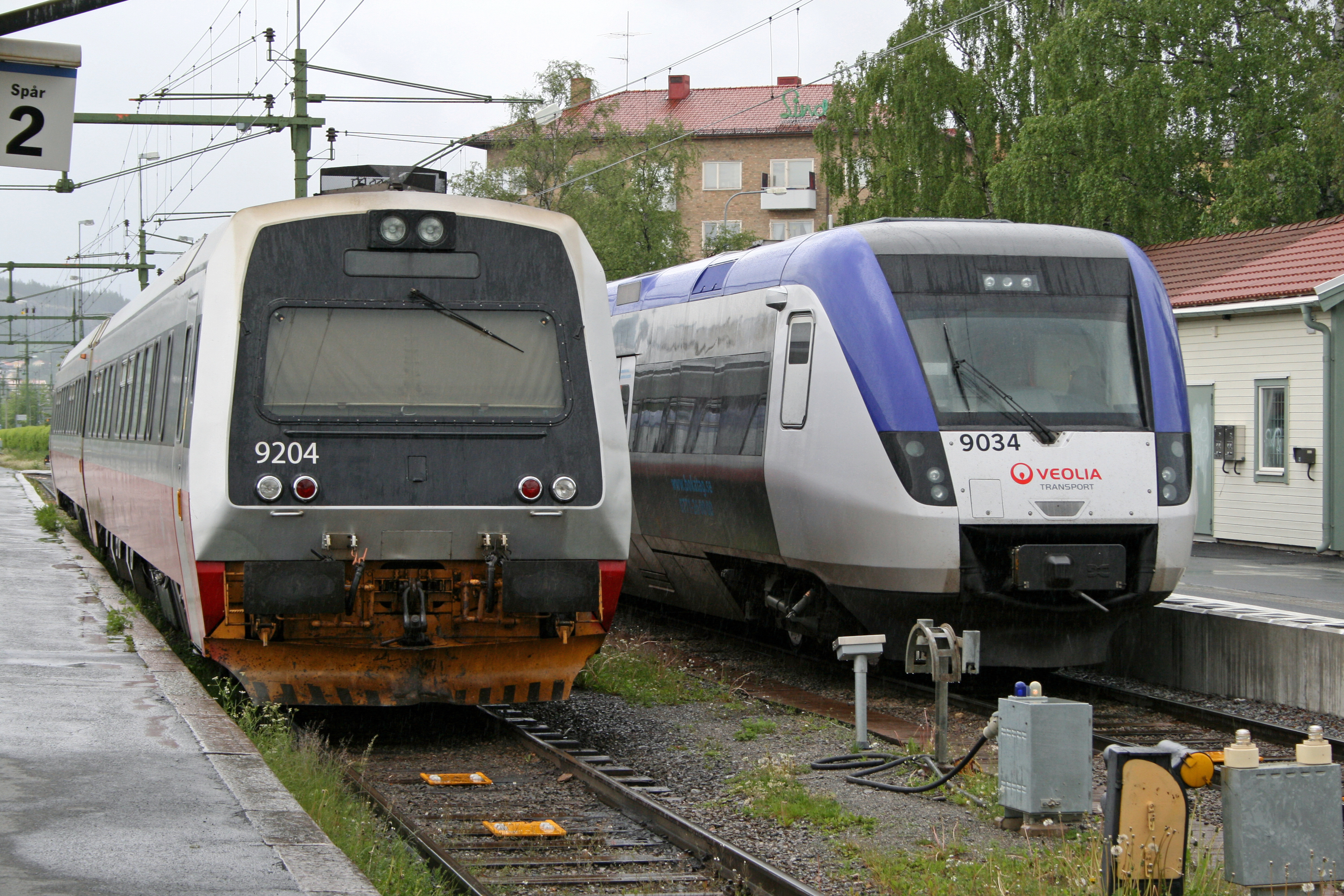
Trains norvégien (à gauche) et suédois (à droite) en gare d'Östersund.

Le Nabotåget / Mittnabotåget (le train des voisins) était une liaison ferroviaire qui reliait Trondheim (plus précisément au départ de Heimdal dans le comté de Sør-Trøndelag à Östersund dans le Jämtland. Elle a fonctionné de 2007 à 2012.
Les trains empruntent les lignes du Nordland et de Meråker pour la Norvège, puis la ligne Mittbanan en Suède. Ils sont exploités en coopération entre 
Veolia, qui exploite la partie suédoise, et les NSB qui exploitent la partie norvégienne.
En 2012, la responsabilité des transports publics est transférée aux comtés. La liaison est interrompue et nécessite désormais de changer de train à la gare de Storlien.
Depuis 2020, à la suite d'appels d'offre, la liaison côté norvégien est assurée par SJ Norge (filiale des chemins de fer suédois) et côté suédois par Vy Tåg, filiale suédoise des chemins de fer norvégiens.